# Saint-Pierre-la-Noue
Saint-Pierre-la-Noue é uma comuna francesa na região administrativa da Nova Aquitânia, no departamento de Charente-Maritime. Estende-se por uma área de 24.91 km². Em 2010 a comuna tinha 1 632 habitantes (densidade: 65,5 hab./km²).
Foi criada em 1 de março de 2018, a partir da fusão das antigas comunas de Saint-Germain-de-Marencennes (sede da comuna) e Péré.